# Bolo raz jedno teliatko
Bolo raz jedno teliatko je československý animovaný seriál, který zobrazuje příběhy malého zvídavého telátka. Nakreslil ho a režíroval Zdeněk Ostrčil.

## Seznam dílů
1. Vianoce
2. Prvý výlet
3. Výlet do lesa
4. Stratené kuriatko
5. Nezbedná lopta
6. Meniny
7. Jeseň
8. Stratený zvonček
9. Keby rozprávka
10. Veľkonočné vajíčko
11. Ozvena
12. Malina a kozliatka
13. Divadlo